# Coraggio Italia
Coraggio Italia (en français : « Courage l’Italie ») est un parti politique italien de centre-droit d’orientation libérale-conservatrice créé par Giovanni Toti et Luigi Brugnaro. 
Initialement groupe parlementaire, Coraggio devient un parti politique le 14 juillet 2021.